# 约翰·彼得斯·汉弗莱
约翰·彼得斯·汉弗莱（英語：John Peters  Humphrey, 1905年4月30日—1995年3月14日）加拿大勋章获得者，也是加拿大的法律学者，法学家和人权倡导者。

## 生平
1905年出生在加拿大，在麦吉尔大学学习艺术和法律。毕业后被授予奖学金前往法国巴黎学习。之后回到麦吉尔大学任教。1943年前往阿尔及利亚的阿尔及尔大学任教，不久后担任联合国助理秘书长。他是最有名的成就是参与制定和撰写世界人权宣言。